# Guerras de Kappel
Las guerras de Kappel son las primeras guerras de religión que se produjeron en Europa. Tuvieron lugar en Kappel, Suiza, durante el siglo XVI y en ellas se enfrentaron católicos y protestantes.

## Antecedentes
El conflicto entre estas dos ideologías eclesiásticas se origina una década antes al aparecer un movimiento reformador en Alemania. El teólogo Martín Lutero traduce partes de la Biblia escrita en latín a su lengua natal, el alemán. Por primera vez el pueblo que no sabe latín comprende las ideas expresadas en las Escrituras. Gracias a la invención de la imprenta en 1440 por Gutenberg en Alemania, esta traducción se propaga rápidamente por Europa.
Este movimiento está representado en Suiza por dos teólogos: Ulrico Zuinglio en Zúrich y Juan Calvino en Ginebra. Zúrich es el primer cantón que adopta la Reforma protestante en el país, al que siguen una parte de Glaris, Appenzell y las ciudades de Berna (1528), Basilea (1529), San Gall y Schaffhausen. Para consolidar sus posiciones, los reformados se alían con otras villas, como Constanza, Biel y Mulhouse.
En cuanto a los católicos, los cinco cantones de Uri, Schwyz, Unterwalden, Zug y Lucerna forman con Austria una alianza opuesta a estas nuevas ideologías, llamada "Unión Cristiana", cuya finalidad va más allá de cuestiones confesionales y pretende destruir la Confederación.
Aunque la soberanía cantonal no se ponía en entredicho en cuestiones religiosas, había surgido el problema de los bailíos comunes (territorios pertenecientes a varios cantones a consecuencia de la conquista simultánea por éstos), los cuales eran regidos por el sistema de turno de cada cantón. El conflicto degeneró en guerra abierta.

## Primera guerra de Kappel
La primera guerra de Kappel fue la primera guerra de religión en Europa y tuvo lugar en 1529. Ambos bandos hicieron preparativos para la campaña militar, pero la guerra no estalló gracias a la postura moderada de Berna. El corregidor de Glaris propuso un compromiso, el cual evitó justo la batalla cuando ya los dos ejércitos estaban el uno frente al otro. 
Este episodio se convirtió en la leyenda de la sopa de leche de Kappel. Cuando los jefes de ambos bandos intentaban negociar una solución pacífica del conflicto, los soldados de los dos ejércitos pusieron un caldero lleno de leche en la línea que separaba a ambos contendientes, en el que fueron echando trozos de pan. Tanto católicos como protestantes se pusieron a comer la sopa fraternalmente e impedían que ningún soldado cruzara el límite entre los dos campos.
La primera paz de Kappel favorecía más bien a los protestantes, en los bailíos comunes continuó expandiéndose la Reforma y los católicos tuvieron que renunciar a la alianza con Fernando I. Además se comprometieron a pagar una indemnización de guerra a los protestantes. La medida prevista en caso de que no lo hicieran, consistía en bloquearles el suministro de víveres. Zúrich y Zuinglio no pudieron conseguir que el servicio militar en el extranjero se prohibiera en todos los cantones ni que se autorizara el culto protestante en los cantones católicos. Se disuelve la antigua alianza cristiana y se decide que en los bailíos comunes se practique la religión de la mayoría de sus habitantes.

## Segunda guerra de Kappel
Los problemas seguían, pues, sin resolverse y Zúrich hizo presión sobre los bailíos de Turgovia y Toggenburgo. El conflicto se reaviva cuando los católicos no abonan la indemnización y Zúrich bloquea el suministro de cereales y sal a los de Waldstätten, que se preparan para el conflicto. 
Entonces estalla la segunda guerra. Los cantones católicos se alían con el Cantón de Valais y Fernando I, rey de Bohemia y Hungría. Las fuerzas de los cinco cantones terminan de reunirse el 10 de octubre de 1531, unos 8000 hombres. El plan consiste en atacar directamente a los zuriqueses antes de que se hayan movilizado y abrir una cuña entre Zúrich y Berna para impedir que sus tropas actúen conjuntamente. Esto pilla desprevenidos a los zuriqueses, que mandan una vanguardia de 1500 soldados y seis cañones ligeros al mando de Georg Göldli que llega a Kappel también el 10 de octubre, ocupando posiciones sobre una colina pero inexplicablemente no toman medidas defensivas. Esa misma tarde la ciudad de Zúrich a duras penas consigue reclutar otros 800 hombres mal armados y desorganizados.
Las tropas zuriquesas son vencidas en la batalla de Kappel, donde Ulrico Zuinglio pierde la vida el 11 de octubre de 1531. Los católicos tienen unas 100 bajas y los protestantes cerca de 500.

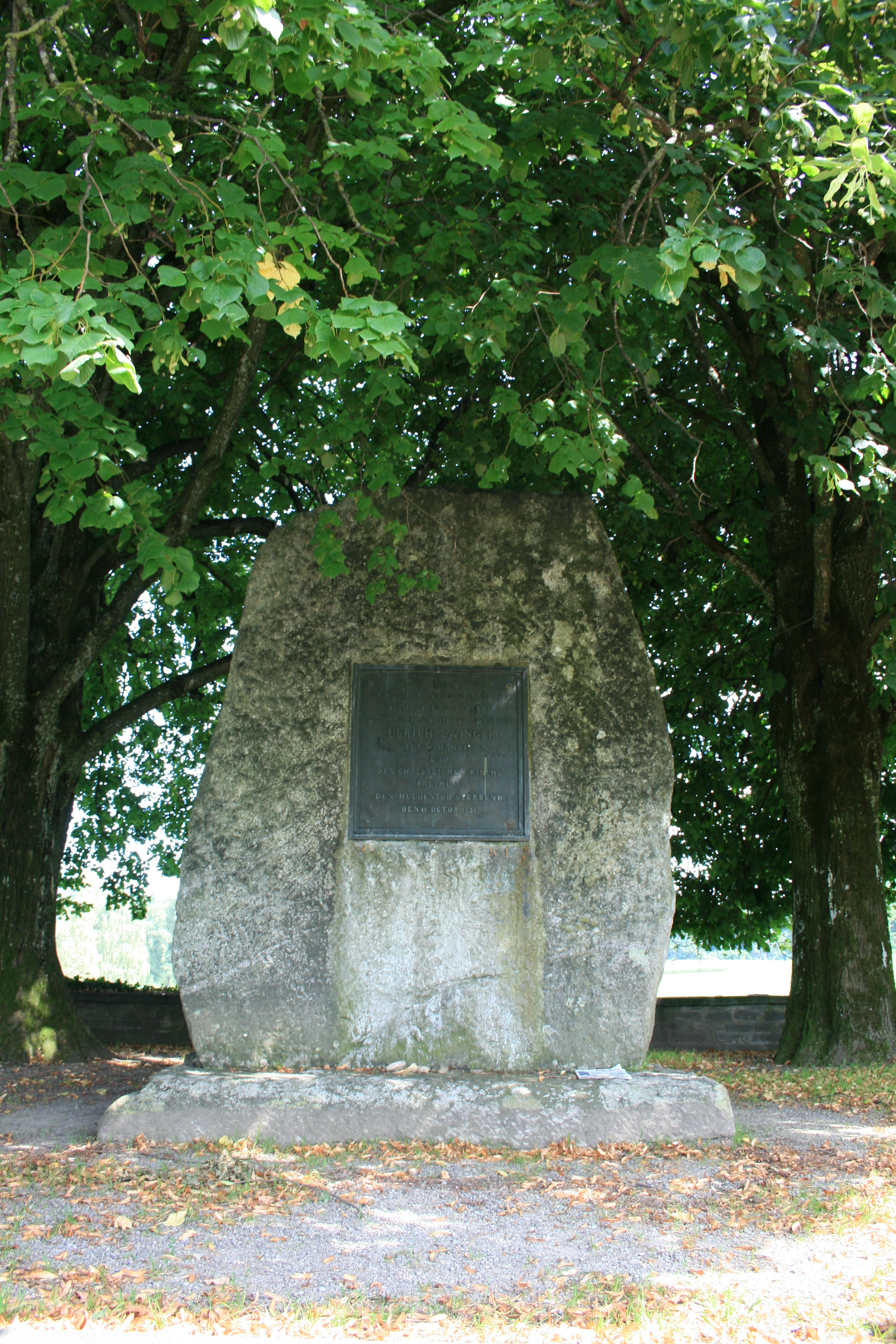
Lápida conmemorativa de Zuinglio en Kappel.

La segunda paz de Kappel favoreció a los católicos en los bailíos comunes y les confirió un predominio político en la Confederación durante casi 200 años, pero reconocía el statu quo religioso a nivel de los cantones.